# مقبوضه
مقبوضه (به انگلیسی: Zeta Geminorum) یا زتا دوپیکر در نام گذاری بایر یک متغیر دلتا قیفاووسی با دوره تناوبی ۱۰٫۱۵۰۷۳ روزه در صورت فلکی دوپیکر است.

## ویژگی‌ها
منحنی نوری این ستاره نسبت به دلتا قیفاووس و اتا عقاب تقارن بیش تری دارد، یعنی مدت کم نور شدن و پرنور شدن آن برابر است و هر کدام به مدت نصف چرخهٔ ۱۰٫۱۵۰۷۳ روزه آن طول می‌کشد.

## شرایط رصد
ستارهٔ دلتا قیفاووس، سردستهٔ همهٔ متغیرهای قیفاووسی است و به دلیل شهرت زیاد، افراد زیادی آن را رصد می‌کنند. در واقع تعداد رصد کنندگان این ستاره از تعداد رصد کنندگان هر متغیر قیفاووسی دیگری بیشتر است؛ اما این ستاره تنها در فصل‌های تابستان و پاییز برای رصد مناسب است و در فصل‌های زمستان و بهار برای رصد مناسب نیست. اگر کسی بخواهد در فصل‌های زمستان و بهار یک متغیر قیفاووسی را رصد کند، مقبوضه بسیار مناسب است. برای تخمین قدر ظاهری این ستاره می‌توان از ستاره‌های ثابت اطراف استفاده کرد.